# V Giochi asiatici invernali
I V Giochi asiatici invernali si sono svolti nella prefettura di Aomori, in Giappone, dall'1 all'8 febbraio 2003.

## Nazioni partecipanti
Hanno partecipato ai Giochi 29 delegazioni provenienti da altrettante nazioni, 17 delle quali in maniera competitiva e 12 in maniera non competitiva:
Delegazioni competitive

Tra parentesi è indicato il numero di atleti per ogni rappresentativa:
- Cina (175)
- Taipei cinese (26)
- India (14)
- Iran (23)
- Giappone (237)
- Kazakistan (140)
- Kirghizistan (15)
- Libano (11)
- Mongolia (58)

- Nepal (6)
- Pakistan (10)
- Corea del Nord (51)
- Palestina (2)
- Corea del Sud (197)
- Tagikistan (15)
- Thailandia (42)
- Uzbekistan (6)

Delegazioni non competitive
- Bangladesh
- Bhutan
- Hong Kong
- Kuwait
- Macao
- Malaysia

- Qatar
- Singapore
- Sri Lanka
- Timor Est
- Turkmenistan
- Vietnam

## Discipline
Vennero disputate in totale 51 diverse gare per 11 sport diversi:
- Sci alpino (4) (dettagli)
- Biathlon (6) (dettagli)
- Sci di fondo (7) (dettagli)
- Curling (2) (dettagli)
- Pattinaggio di figura (4) (dettagli)
- Freestyle (2) (dettagli)
- Hockey su ghiaccio (2) (dettagli)
- Short track (10) (dettagli)
- Salto con gli sci (2) (dettagli)
- Pattinaggio di velocità (9) (dettagli)
- Snowboard (3) (dettagli)

## Medagliere
Paese ospitante
| Posiz. | Nazione        | Oro | Argento | Bronzo | Totale |
| ------ | -------------- | --- | ------- | ------ | ------ |
| 1      | Giappone       | 24  | 23      | 20     | 67     |
| 2      | Corea del Sud  | 10  | 8       | 10     | 28     |
| 3      | Cina           | 9   | 11      | 13     | 33     |
| 4      | Kazakistan     | 7   | 7       | 6      | 20     |
| 5      | Libano         | 1   | 1       | 0      | 2      |
| 6      | Corea del Nord | 0   | 1       | 1      | 2      |
| 7      | Uzbekistan     | 0   | 0       | 1      | 1      |
| Totale | Totale         | 51  | 51      | 51     | 153    |